# Henceforth
Henceforth est un groupe de heavy metal brésilien, originaire de São Paulo. Il est formé en 1993 par Hugo Mariutti, ex-guitariste du groupe Shaman et guitariste d'Andre Matos. Henceforth explique s'être inspiré de groupes comme Queensryche, Marillion, Iron Maiden, Paradise Lost, Black Sabbath et Rammstein. Henceforth se sépare en 2011. 

## Biographie

### Débuts (1993–2000)
Henceforth est formé en 1993 quand Hugo Mariutti (guitare), Fabio Elsas (batterie) – tous deux venant de Wardeath, un groupe de thrash metal – et André Nikakis (basse, ex-Final Garden) se rassemblent. Peu après, le groupe est au complet avec l'arrivée de Daniel Matos (chant, frère d'Andre Matos) et Cristiano Altieri (clavier). En 1996, ils enregistrent leur première démo, The Last Day, avec trois titres : Leave, Runaway et The Last Day. À cette période, le groupe joue dans le milieu underground de São Paulo. Daniel Matos quitte le groupe pour se consacrer à d'autres projets et est remplacé par BJ, qui enregistre avec Henceforth la deuxième démo, In the Garden, qui contient les titres : In the Garden, Reaching for the Sky et Tales. Avec cette formation, le groupe assure de nombreuses premières parties d'Angra. Mais BJ quitte le groupe en juin 2000, environ huit mois après le début de la préproduction du premier album avec Guilherme Canaes et Luis Mariutti. Pour le remplacer, le groupe fait appel au chanteur Frank Harris, dont le style plus agressif s'adapte bien au son de Henceforth.

### Henceforth(2001–2006)
En novembre 2001 débute l'enregistrement de l'album au studio Sonora, à São Paulo. À la suite de divers problèmes, l'enregistrement est interrompu en 2002 et ne reprend que début 2003. Entretemps, le groupe se sépare du bassiste André Nikakis, qui sera remplacé par Hugo Mariutti. Le bassiste André Nikakis quitte également le groupe. Son poste est aussitôt repris par le frère de Hugo Mariutti, Luis Mariutti (ex-Angra et membre de Shaman).
L'album éponyme, dont le son reste fidèle aux origines du groupe, présentant un mélange de heavy metal et de metal progressif, sort finalement au Brésil fin 2005. L'album est publié aux États-Unis pour la première fois au label Melodic Revolution. Les deux frères Mariutti quittent Shaman en 2006, et rejoignent le nouveau groupe d'Andre Matos, ce qui a pour conséquence de ralentir les activités d'Henceforth.

### The Gray Album(2007–2011)
En novembre 2007, Henceforth annonce travailler à la préproduction de son deuxième album, la formation restant inchangée. En juin 2008, le groupe publie les versions démo de deux nouvelles chansons sur sa page officielle Myspace, intitulées Worn Out et Darker Times Ahead. En juillet 2008, le groupe entre en studio pour commencer l'enregistrement du successeur de Henceforth. Hugo Mariutti produit et mixe lui-même le disque, qui contient 11 titres. En juin 2009, le groupe annonce le nom de l'album : The Gray Album et propose un titre en téléchargement sur son site officiel, Decay.
En mai 2010, le groupe met à disposition sur son Myspace officiel des extraits de tous les titres de son nouvel album. Henceforth présente le disque en concert pour la première fois le 30 mai 2010 à São Paulo. Henceforth se sépare en 2011.

## Membres

### Derniers membres
- Cristiano Altieri - clavier[3]
- Luis Mariutti - basse[3]
- Frank Harris - chant[3]
- Fabio Elsas - batterie (1993-2011)[3]
- Hugo Mariutti - guitare (1993-2011)[3]

### Anciens membres
- Daniel Matos- chant[3]
- BJ - chant (?-2000)[3]
- Andres Nikakis - basse (1993-2002)[3]

## Discographie
- 1996 : The Last Day (démo)
- 1998 : In the Garden (démo)
- 2001 : I.Q.U. Promo (single)
- 2005 : Henceforth
- 2010 : The Gray Album